# Stadion van Lahti
Het stadion van Lahti (Fins: Lahden stadion) is een multifunctioneel stadion in Lahti, een stad in Finland. Het stadion wordt vooral gebruikt voor voetbalwedstrijden: de voetbalclub FC Lahti maakt gebruik van dit stadion. In de winter wordt het stadion gebruikt voor langlaufen en biatlon. Het maakt deel uit van een groter sportcomplex, Lahden Urheilukeskus. In het stadion is plaats voor 14.465 toeschouwers. Het werd geopend in 1981.

## Internationale toernooien
Het stadion was een aantal keer gastheer van de Wereldkampioenschappen biatlon. Dat gebeurde in 1981, 1991 en 2000. Verder werd ook het Wereldkampioenschappen noords skiën een aantal keer in dit stadion gehouden. In 1989 en 2001. Ten slotte werd het stadion ook gebruikt voor het Europees kampioenschap voetbal vrouwen 2009, in dit stadion waren 3 groepswedstrijden en de kwartfinale tussen Duitsland en Italië (2–1).

## Afbeeldingen

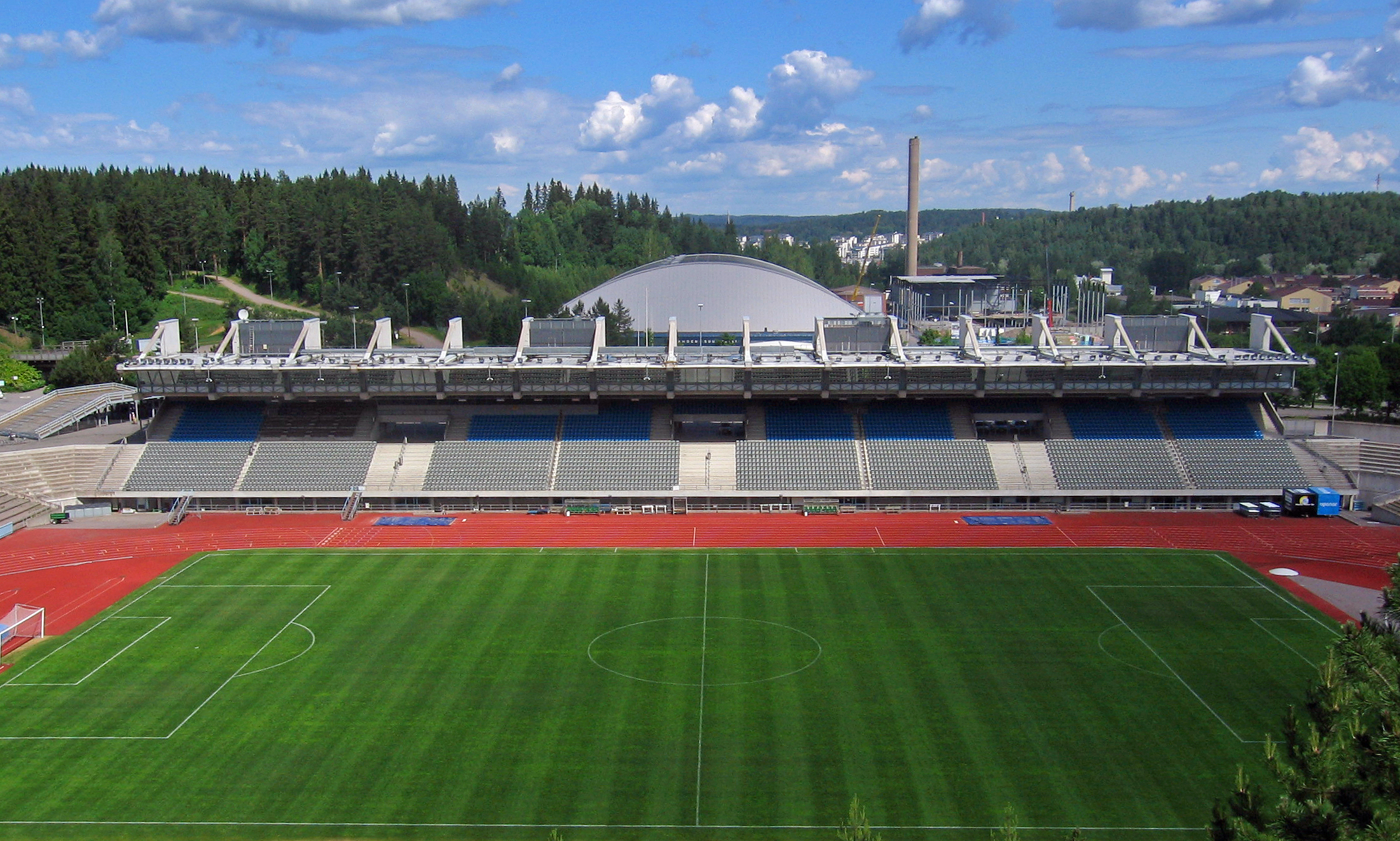
De hoofdtribune.
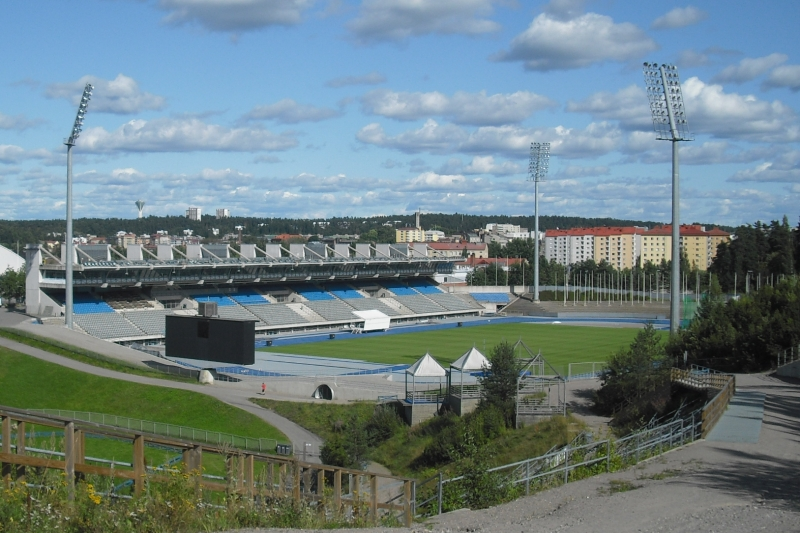
Het stadion.
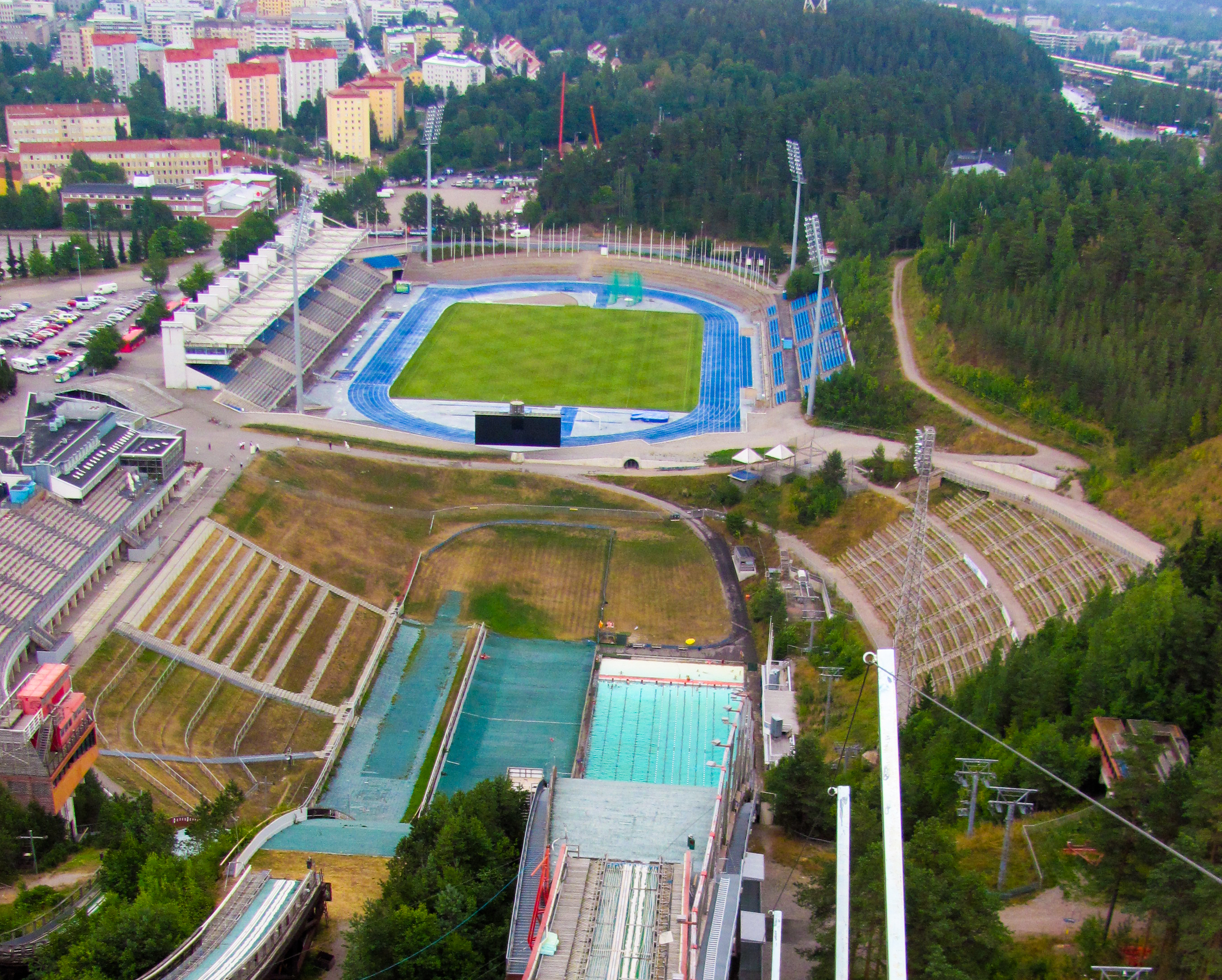
Het stadion in het sportcomplex.
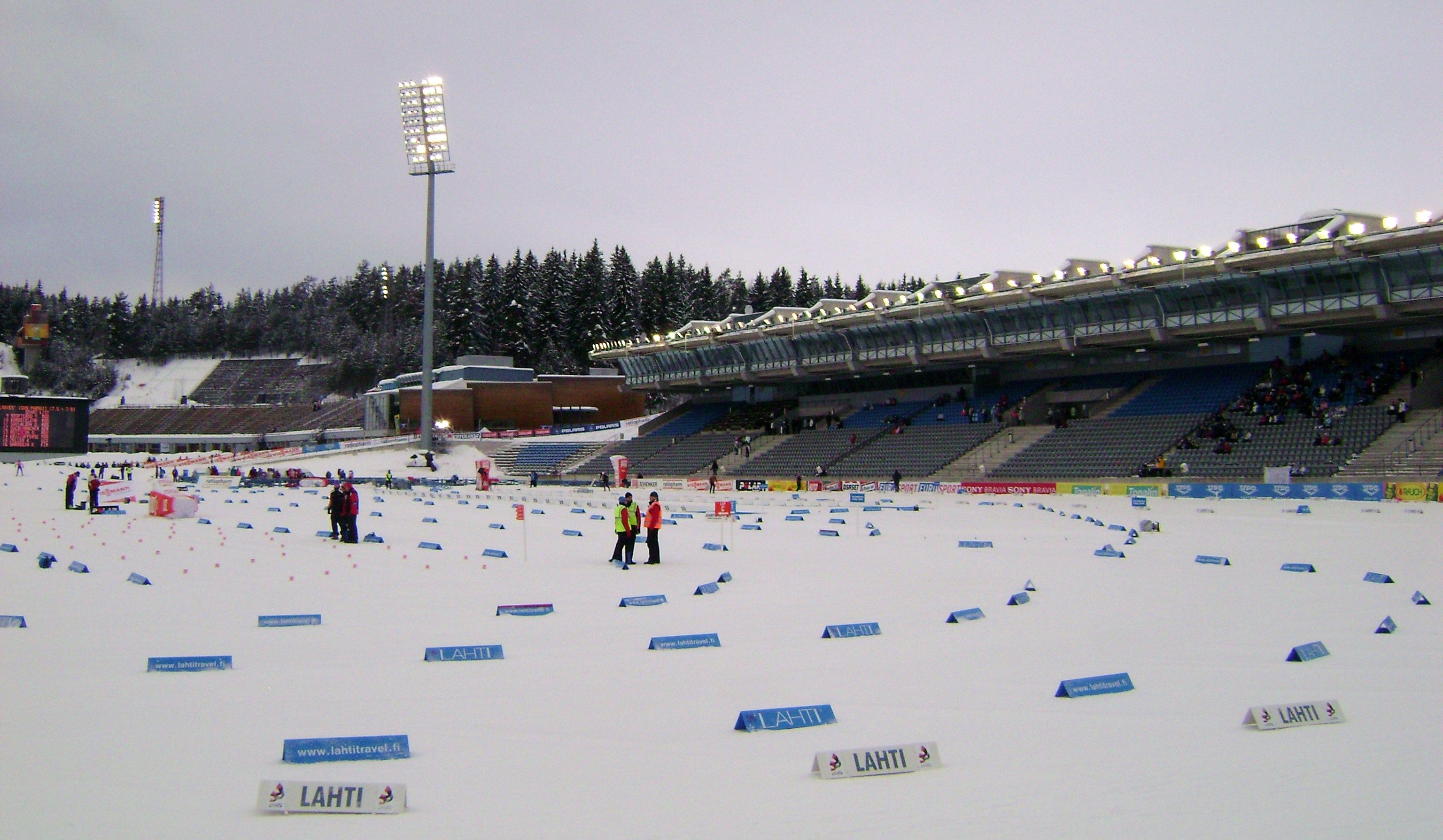
Het stadion tijdens Lahti Ski Games 2010.